# Anna-Maria Ravnopolska-Dean

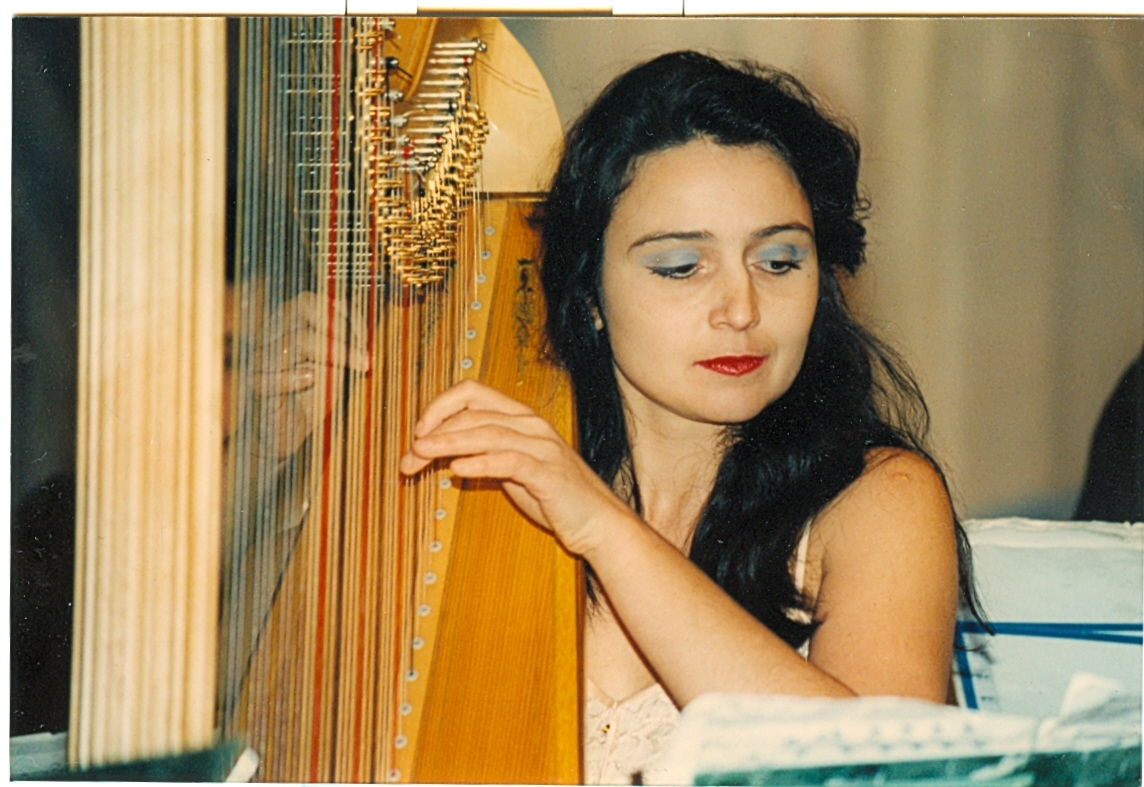

Anna-Maria Ravnopolska-Dean (Bulgaars: Анна-Мария Равнополска-Дийн) is een Bulgaarse harpiste, componiste en pedagoge.
Ze studeerde aan het Indiana University school of music in Indiana met Susann McDonald. In 1992 maakte ze haar debuut in Carnegie Hall. 

## Discografie
- Bulgarian Harp Favorites, Arpa d’oro, CD 2003
- Legende: French Music for Harp, Gega compact disc, 1999
- Harpist at the Opera (honoring the Donizetti bicentennial), Arpa d'oro CD, 1997
- Harps of the Americas (Paraguayan and pedal harps), Arpa d'oro CD, 1996
- Erich Schubert Pop Harp Festival, Gega CD, 1994
- A Harpist's Invitation to the Dance, Gega CD, 1992

- Library of Congress Control Number: nr94036082
- Virtual International Authority File: 81705196
- WorldCat: E39PBJbtktFjhTQjCDdQPVD6rq